# Songbook (Angela Aki)
Songbook è un album in studio di cover della cantante giapponese Angela Aki, pubblicato nel 2012.

## Tracce
1. Honesty – Billy Joel
2. Will You Dance? – Janis Ian
3. We're All Alone – Boz Scaggs
4. Material Girl – Madonna
5. True Colors – Cyndi Lauper
6. Without You – Badfinger
7. Today – Smashing Pumpkins
8. Kiss from a Rose – Seal
9. A Song for You – Lean Russell
10. Creep – Radiohead
11. Still Fighting It – Ben Folds
12. Its Hard to Say Goodbye to Yesterday – Boyz II Men